# Lu'ay al-Atassi
Lu'ay al-Atassi (àrab: لؤي الأتاسي, Luʾayy al-Atāsī) (Homs, Síria, 1926-24 de novembre de 2003) va ser un alt comandant de l'exèrcit sirià i, més tard, president de Síria entre el 9 de març i 27 de juliol de 1963.

## Joventut i inicis de la seva carrera
Atassi va néixer a Homs el 1926 dins del políticament destacat clan al-Atassi. Va entrar a l'exèrcit després de graduar-se a l'Acadèmia Militar de Homs a meitat de la dècada de 1940, i va lluitar durant la guerra àrab-Israeliana de 1948 a Palestina. El 1954, el president Hashim al-Atassi el va nomenar cap de protocol militar. Va ser traslladat a Egipte on va exercir com a jutge militar agregat a l'ambaixada siriana del Caire el 1956. Allà, es va convertir en un seguidor del president egipci Gamal Abdel Nasser i les seves polítiques panarabistes. Atassi va estar entre els oficials sirians que van pressionar per la unitat amb Egipte, que es va concretar el febrer de 1958, amb la formació de la República Àrab Unida (UAR).
Atassi va criticar la secessió de Síria de la unió el setembre de 1961 després d'un cop militar. L'abril del 1962 oficials unionistes liderats per Jassem Alwan van protagonitzar un intent de cop d'estat contra el govern. Alwan, Hamad Ubayd i Muhammad Umran van fer l'intent a Alep i Homs, mentre que Atassi va dirigir l'operació a Deir ez-Zor. Segons l'historiador Sami Moubayed, Atassi va intentar acordar una treva entre els líders del cop d'estat i el govern, però no va poder. Després de l'intent de cop d'estat, va ser enviat a l'ambaixada de Síria a Washington D.C. per servir com agregat militar. Els oficials van ser empresonat i portats a judici militar, on Atassi va ser cridat a declarar en contra d'ells, però es va negar a canviar les seves simpaties amb els oficials. Atassi va ser, en conseqüència, detingut i empresonat a la presó de Mezzeh a Damasc.

## President de Síria

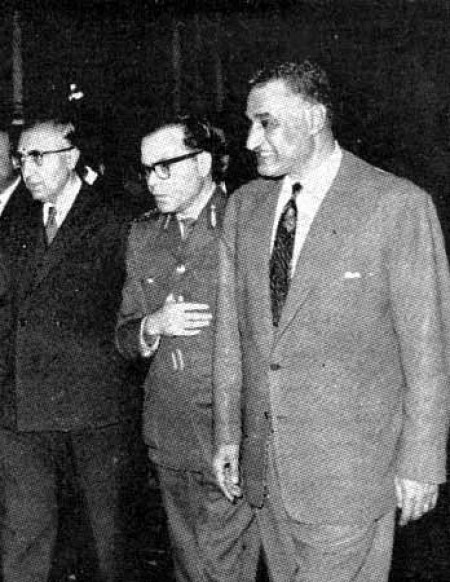
Atassi (centre) amb el President Egipci Gamal Abdel Nasser (a la dreta) i el Primer Ministre sirià Salah Bitar (esquerra) durant les converses tripartites per la unitat entre Egipte, Síria i l'Iraq al Caire, a principis d'abril de 1963

El 8 de març de 1963, una coalició dels oficials nacionalistes àrabs organitzats en el Comitè Militar del partit Baas va llançar un cop d'estat militar, enderrocant al govern secessionista de Nazim al-Kudsi. Els oficials immediatament van alliberar a al-Atassi i el va nomenar membre del Consell Nacional de Comandament Revolucionari, l'efectiu govern interí del país, i el van nomenar formalment president el 23 de març. Atassi era políticament independent i nacionalista àrab i va ser Cap d'Estat Major quan el titular fou executat. Des del punt de vista del Comitè al-Atassi era ideal per a la posició, perquè ell no tenia una base de suport i, per tant, no plantejava cap amenaça a la supremacia del Comitè Militar. Els seus poders presidencials van ser limitats, i en la pràctica va servir més com una figura visible de líder.
El 18 de juliol al-Atassi va dirigir la delegació siriana a Alexandria, Egipte, per restaurar les relacions entre el govern sirià i Nasser després que desenes d'oficials nasserites van ser depurats dels seus alts càrrecs entre finals d'abril i principis de maig pel Comitè Nilitar. El mateix dia l'oficial nasserita Jassem Alwan va liderat un cop d'estat contra els baasistes, però va fracassar. Moltes persones van morir en l'intent de cop d'estat i 20 oficials participants van ser executats pel govern de majoris baatista. Desaprovant la manera en què els oficials del cop foren tractats, al-Atassi va renunciar el 27 de juliol. A partir de llavors, es va retirar de tota activitat política.

## Darrers anys i mort
Atassi va viure la resta de la seva vida a Homs, fins a la seva mort, el novembre del 2003.